# Forêt du Meygal
La forêt du Meygal est une forêt domaniale française située à l'est du département de la Haute-Loire en région Auvergne-Rhône-Alpes. Elle est principalement constituée d'épicéas communs et de sapins pectinés.

## Géographie

### Situation
La foret est répartie sur les communes d'Araules, Champclause, Queyrières, Saint-Julien-Chapteuil et Yssingeaux pour une surface totale d'environ 1 200 hectares. Les délimitations de la propriété domaniale sont marquées par des bornes, des murettes de pierres sèches, des fossés ou des chemins, avec également la présence de trois enclaves.

### Relief
Le massif boisé est situé le long de la chaîne volcanique du massif du Meygal, constituée de sucs phonolithiques atteignant une altitude maximale de 1 436 mètres au sommet du Testavoyre.

### Hydrographie
Le réseau hydrographique de la forêt du Meygal correspond au haut bassin versant de la Loire, s'écoulant par l'intermédiaire de la Gagne (au sud), la Sumène (à l'ouest), le Ramel (au nord) et les affluents du Lignon (à l'est).

### Climat
À une altitude de 1 300 mètres, le secteur bénéficie d'un climat montagnard caractérisé par des précipitations atteignant 1 060 mm, une température moyenne de 6,2 °C, environ 110 jours de gelées, et une saison de végétation s'étendant sur six mois chaque année.

### Géologie
Le substrat géologique est essentiellement composé de trachyte et de phonolite, mais également, de manière minoritaire, de formations périglaciaires, de basalte, et d'intermédiaires tels que le trachybasalte,.

### Faune et flore
Les éboulis accueillent la présence de l'Allosaure crépue, et de manière sporadique, on trouve des landes sèches caractérisées par la présence de callune, de myrtille et de genêt purgatif. Le Monticole merle-de-roche a été repéré en train de nicher au sein des éboulis.
Des espèces adaptées à l'étage subalpin ou aux milieux ouverts chauds y sont observées, ainsi que des espèces moins communes dans le Massif central, telles que le Merle à plastron, la Pie-grièche écorcheur, l'Accenteur alpin et le Martinet à ventre blanc.

## Histoire
Reboisées entre 1863 et 1880 conformément à la loi du 28 juillet 1860 sur la restauration des terrains en montagne, les forêts ont été acquises par l’État en 1886 pour former cinq séries domaniales. Par la suite, celles-ci ont été désignées comme des « forêts » domaniales par décision du directeur général des Eaux et Forêts en date du 5 octobre 1950,.
Depuis 2022 et grâce au plan de relance forestier, plus de 7 000 arbustes de deux ans ont été implantés sur environ dix hectares à l'intérieur de la forêt domaniale fin 2023, dans le but de promouvoir le renouvellement de la forêt en réponse aux défis du changement climatique.

## Activités

### Protection environnementale
La forêt du Meygal est répertoriée dans la ZNIEFF de type 2 « Mézenc - Meygal ». Les sommets du Mounier, du Testavoyre font partie intégrante du site Natura 2000 appelé « Sucs du Velay - Meygal ».

### Sylviculture
La gestion forestière implique une approche dynamique, caractérisée par la plantation de jeunes peuplements d'épicéas.

### Sports
Le massif forestier est traversé par divers sentiers de randonnée, parmi lesquels figure le GR 40. Des itinéraires équestres sont également disponibles, tout comme des pistes dédiées au ski de fond,.